# Capitão de Campos
Capitão de Campos är en kommun i Brasilien.   Den ligger i delstaten Piauí, i den östra delen av landet, 1 400 km nordost om huvudstaden Brasília. Antalet invånare är 10 956.
Omgivningarna runt Capitão de Campos är huvudsakligen savann. Runt Capitão de Campos är det glesbefolkat, med 17 invånare per kvadratkilometer.